# Paurodon
Paurodon is een geslacht van uitgestorven zoogdieren uit het Laat-Jura uit de Morrison-formatie in het westen van de Verenigde Staten. 

## Naamgeving
De typesoort Paurodon valens werd in 1887 benoemd door Othniel Charles Marsh. De geslachtsnaam is afgeleid van het Grieks pauros, 'gering', en odoon, 'tand', een verwijzing naar het geringe aantal tanden in de kaak. De soortaanduiding betekent 'de krachtige' in het Latijn.
Het holotype is USNM 2143, een onderkaak gevonden in Reeds Quarry 9, op de Como Bluff, Albany County, Wyoming.
Araeodon, Archaeotrigon, Foxraptor en Pelicopsis zijn blijkbaar groeistadia van Paurodon.

## Verspreiding en stratigrafie
Overblijfselen van Paurodon zijn gevonden in stratigrafische zone 5 van de Morrison-formatie in Como Bluff, Wyoming. Het materiaal bestaat voornamelijk uit kaken.

## Fylogenie
Paurodon is het typegeslacht van de dryolestide groep Paurodontidae.

## Levenswijze
Paurodon was qua gebit en kaakvorm sterk convergerend met moderne goudmollen. Dit suggereert dat zijn voeding bestond uit regenwormen (in tegenstelling tot andere even oude dryolestiden, die meer insecteneters waren) en mogelijk zelfs ondergronds leefde, zoals de meer afgeleide Necrolestes.